# Trichocentrum pulchrum
Trichocentrum pulchrum là một loài thực vật có hoa trong họ Lan. Loài này được Poepp. & Endl. miêu tả khoa học đầu tiên năm 1836.